# Kosoúhlé promítání

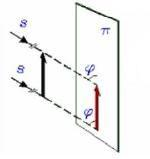
Obrázek 1. Kosoúhlé promítání

Kosoúhlé promítání je rovnoběžné promítání na jednu průmětnu υ směrem, který má od průmětny odchylku φ jinou než 90° od průmětny, promítací paprsky S jsou tak rovnoběžné, ale ne kolmé k průmětně π. Průmětna π je rovnoběžná s některou z hlavních rovin. Kosoúhlé promítání do obecné roviny se nazývá kosoúhlá axonometrie. Výhodou tohoto způsobu zobrazení je skutečnost, že předměty které se nacházejí v nárysně jsou zobrazeny v reálné velikosti.

## Rozdělení kosoúhlého promítání
- Kavalírní axonometrie, zde platí, že průmětna je obvykle svislá. Průmětny os X a Y svírají úhel 45° nebo úhel 135° (viz obrázek 2). Délky ve směru os X, Y, Z se nezkracují.
- Kabinetní axonometrie, průmětna je obvykle svislá. Průměty os X a Y svírají úhel 45° popřípadě 135°. Délky ve směru os Y a Z se nezkracují a ve směru X se zkracují na polovinu.
- Plánometrickou axonometrií je kosoúhlé izometrické promítání na průmětnu, která je rovnoběžná s horizontální souřadnou rovinou. Osy svírají úhel α = 45° nebo β = 30°. Podle normy ISO se délky ve směru osy Z zkracují. (viz obrázek 4)

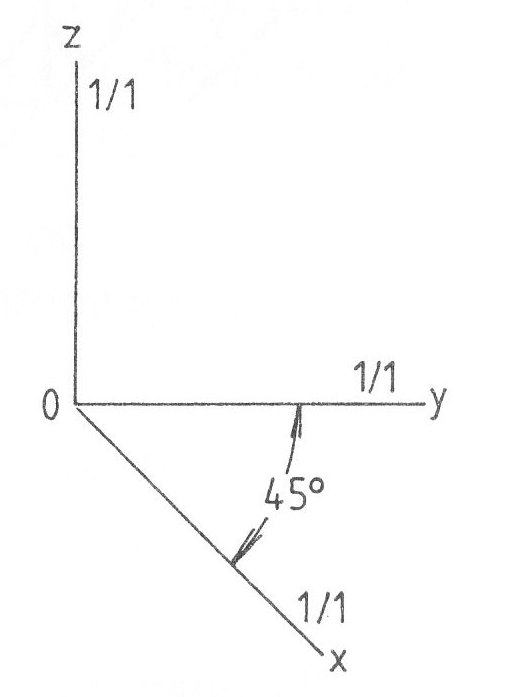
Obrázek 2. Kavalírní axonometrie
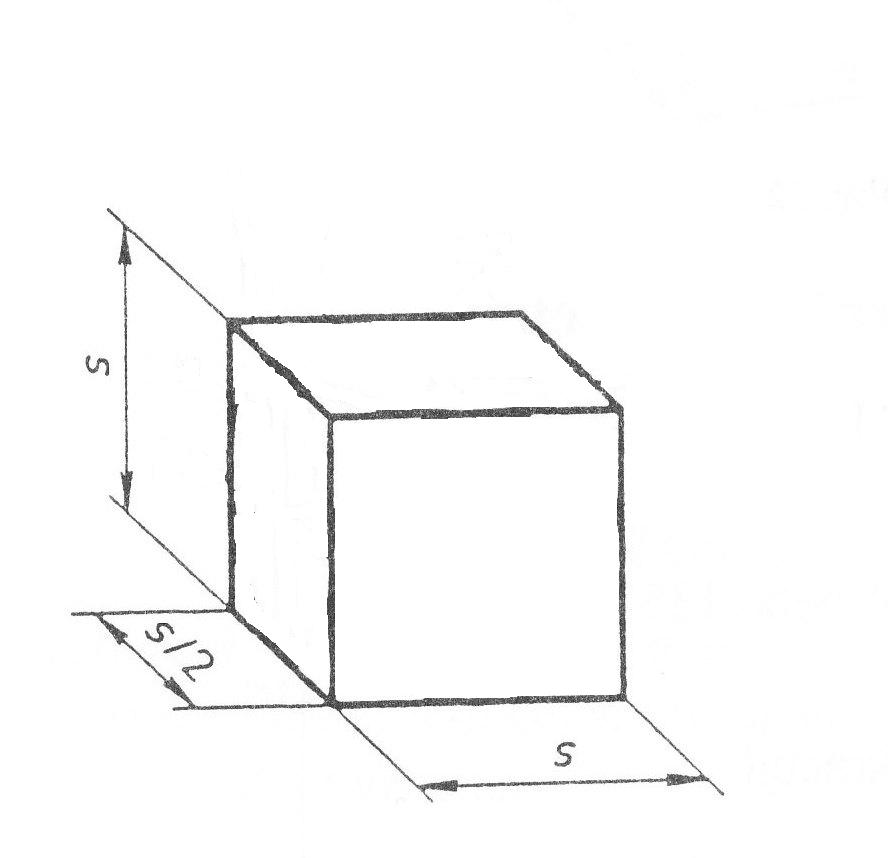
Obrázek 3. Kabinetní axonometrie
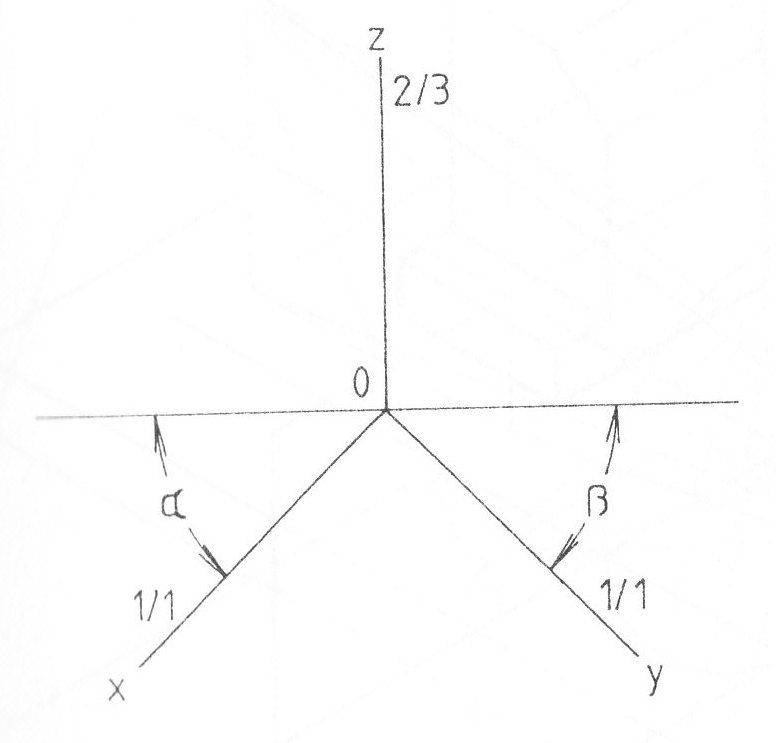
Obrázek 4. Planometrická axonometrie